# إميليانو دي
إميليانو دي (بالإيطالية: Emiliano Dei)‏ هو لاعب كرة قدم إيطالي في مركز حراسة المرمى، ولد في 13 يناير 1971 في روما في إيطاليا. لعب مع نادي بينيفينتو ونادي ترنانا ونادي ريميني ونادي فاريسي.